# Wilbur Smith
Wilbur Addison Smith (ur. 9 stycznia 1933 w Broken Hill, zm. 13 listopada 2021 w Kapsztadzie) – angielskojęzyczny prozaik, urodzony w Rodezji Północnej (obecna Zambia), mieszkał w Południowej Afryce.

## Życiorys
Urodził się w Broken Hill w Rodezji Północnej (na terenie dzisiejszej Zambii). Młodość spędził w Rodezji Południowej (dziś Zimbabwe), gdzie pracował jako policjant. Potem wyemigrował do Afryki Południowej, gdzie spędził największą część życia. Po studiach na Rhodes University w Grahamstown w Południowej Afryce został dziennikarzem, później za namową ojca podjął pracę księgowego. Swoją pierwszą powieść, zatytułowaną Gdy poluje lew opublikował w 1964. Dopiero po jej sukcesie zaczął się utrzymywać wyłącznie z pisarstwa. 
Spędzona w Afryce młodość stanowi inspirację wielu jego powieści. Smith mieszkał ostatnio w Londynie, posiadał domy także w Południowej Afryce, w Szwajcarii i na Malcie.

## Twórczość

### Cykle

#### Saga rodu Courteneyów
- Gdy poluje lew (When the Lion Feeds, 1964)
- Odgłos gromu (The Sound of Thunder, 1966)
- Brama Chaki / (także Upadek wróbla) (A Sparrow Falls, 1977)
- Płonący brzeg (The Burning Shore, 1985)
- Prawo miecza (także Władza miecza) (Power of the Sword, 1986)
- Płomienie gniewu (Rage, 1987)
- Pora umierania (także Ostatnie polowanie) (A Time to Die, 1989)
- Złoty lis (Golden Fox, 1990)
- Drapieżne ptaki (Birds of Prey, 1997)
- Monsun (Monsoon, 1999)
- Błękitny horyzont (Blue Horizon, 2003)
- Triumf słońca (The Triumph of the Sun, 2005)
- Assegai (2009)
- Złoty lew (Golden Lion, 2015) (napisana wspólnie z Kristianem Gilesem)

#### Saga rodu Ballantyne'ów
- Lot sokoła (A Falcon Flies, także Flight of the Falcon, wyd. 1980)
- Triumf słońca (The Triumph of the Sun, 2005)
- Twardzi ludzie (także Poszukiwacze przygód) (Men of Men, wyd. 1981)
- Płacz anioła (także Płacz aniołów) (The Angels Weep, wyd. 1982)
- Lampart poluje w ciemności (The Leopard Hunts in Darkness, wyd. 1984)

#### Cykl egipski
- Bóg Nilu (River God, 1993)
- Siódmy papirus (The Seventh Scroll, 1995)
- Czarownik (Warlock, 2001)
- Zemsta Nilu (The Quest, 2007)
- Ognisty Bóg (Desert God, 2014)
- Faraon(inne języki) (Pharoah, 2016)
- The new kingdom, 2021

#### Cykl Hector Cross
- Piekło na morzu (Those in Peril, 2012)
- Okrutny krąg (Vicious Circle, 2013)
- Predator (2016) (napisana wspólnie z Tomem Cainem)

### Pozostałe powieści
- Ciemność w słońcu (także Katanga, także Najemnicy) (The Dark of the Sun, 1965)
- Zakrzyczeć diabła (Shout At the Devil, 1968)
- Kopalnia złota (Gold Mine, także Gold, 1970)
- Łowcy diamentów (The Diamond Hunters, 1971)
- Ptak słońca (The Sunbird, 1972)
- Szlak orła (Eagle in the Sky, 1974)
- Oko tygrysa (The Eye of the Tiger, 1975)
- Gdy umilkną bębny (także Straceńcy) (Cry Wolf, 1976)
- Głodny jak morze (także Gniew oceanu) (Hungry As the Sea, 1978)
- Okrutna sprawiedliwość (także Oblicza terroru) (Wild Justice, 1979)
- Pieśń słonia (Elephant Song, 1991)

## Nawiązania
- Deathmetalowy zespół Opeth przyjął swoją nazwę od miasta opisanego w Ptaku słońca.